# Coatitermes
Coatitermes es un género de termitas  perteneciente a la familia Termitidae que tiene las siguientes especies:

## Especies
1. Coatitermes clevelandi
2. Coatitermes kartaboensis
3. Coatitermes mazaruniensis
4. Coatitermes pallidus